# Сосновец-Главный
Сосновец-Главный  (пол. Sosnowiec Główny) — узловая пассажирская и грузовая железнодорожная станция в городе Сосновец, в Силезском воеводстве Польши. Имеет 2 платформы и 3 пути.
Станция на линии Варшава-Центральная — Катовице построена под названием «Сосновице» (польск. Sosnowice) в 1859 году, когда эта территория была в составе Царства Польского. С 1870 года на станции был расположен железнодорожный пограничный переход Сосновице—Шоппиниц из Царства Польского в Королевство Пруссия, подключен к линии Варшаво-Венской железной дороги. Кроме того, с 1922 года здесь начинается железнодорожная линия Сосновец-Главный — Тунель. Нынешнее название станция носит с 1951 года.